# Maurice Ulrich
Pour les articles homonymes, voir Ulrich.
Maurice Ulrich est un diplomate, homme politique et homme de communication français, né le 6 janvier 1925 à Paris 3e et mort le 14 novembre 2012 à Saint-Cloud.
Il est le deuxième président d'Antenne 2 de 1978 à 1981.
Il est directeur de cabinet de Jacques Chirac alors que ce dernier est Premier ministre de cohabitation de 1986 à 1988.
De 1993 à 2004, Maurice Ulrich est sénateur de Paris.

## Biographie
Après une carrière de diplomate au cours de laquelle il est en particulier représentant permanent adjoint de la France auprès des Communautés européennes, puis directeur adjoint du cabinet du ministre des Affaires étrangères (Michel Debré), il est nommé PDG d'Antenne 2 de 1978 à 1981 puis devient en 1985 directeur général de l'information et de la communication de Jacques Chirac à la mairie de Paris.
Il repose au cimetière parisien d'Ivry (8e division).

## Dans la fiction
- 2013 : dans le téléfilm La Dernière Campagne, son rôle est interprété par Michel Ruhl.

## Distinctions
- Officier de la Légion d'honneur (31 décembre 2004)[4]